# Маккеон, Стефен
Стефен Маккеон (англ. Stephen McKeon) — ирландский композитор в области саундтрек-музыки. Он получил награду за фильм Джона Бурмана Хвост Тигра и был номинирован за Полёт Вслепую, Дикий и детский анимационный фильм Нико 2: маленький братишка — большие хлопоты.